# 하동군의 행정 구역
하동군의 행정 구역은 1읍 12면 108개 법정리 557개 자연마을로 구성되어 있으며, 면적은 675.27km2이다. 하동군의 인구는 2008년 12월 30일을 기준으로 22,066세대 53,765명이다.

## 행정 구역
| 읍·면  | 한자   | 세대  | 인구   | 면적   | 법정리 |
| ------ | ------ | ----- | ------ | ------ | --- |
| 하동읍 | 河東邑 | 4,512 | 11,964 | 29.5   | 읍내리(邑內里), 광평리(廣坪里), 비파리(琵琶里), 신기리(新基里), 목도리(牧島里), 흥룡리(興龍里), 화심리(花心里), 두곡리(豆谷里) |
| 화개면 | 花開面 | 1,407 | 3,651  | 134.36 | 부춘리(富春里), 덕은리(德隱里), 탑리(塔里), 삼신리(三神里), 정금리(井琴里), 운수리(雲樹里), 용강리(龍岡里), 범왕리(凡旺里), 대성리(大成里) |
| 악양면 | 岳陽面 | 1,750 | 3,946  | 52.64  | 미점리(美店里), 축지리(丑只里), 신대리(新垈里), 신성리(新星里), 신흥리(新興里), 중대리(中大里), 동매리(東梅里), 등촌리(登村里), 매계리(梅溪里), 정동리(亭東里), 정서리(亭西里), 입석리(立石里), 봉대리(鳳臺里), 평사리(平沙里)                 |
| 적량면 | 赤良面 | 1,023 | 2,318  | 41.71  | 관리(館里), 우계리(牛溪里), 동리(東里), 서리(西里), 동산리(東山里), 고절리(高節里) |
| 횡천면 | 橫川面 | 968   | 2,357  | 34.50  | 전대리(田垈里), 애치리(艾峙里), 여의리(如意里), 횡천리(橫川里), 월평리(月坪里), 남산리(南山里), 학리(鶴里) |
| 고전면 | 古田面 | 1,194 | 2,896  | 36.18  | 범아리(泛鵝里), 성천리(城川里), 신월리(新月里), 전도리(錢島里), 대덕리(大德里), 고하리(古河里), 성평리(星坪里), 명교리(銘橋里) |
| 금남면 | 金南面 | 1,795 | 4,687  | 43.1   | 중평리(仲坪里), 대치리(大峙里), 노량리(露梁里), 송문리(松門里), 대송리(大松里), 덕천리(德川里), 진정리(眞正里), 계천리(鷄川里), 대도리(大島里)                                                                                                 |
| 진교면 | 辰橋面 | 2,924 | 7,336  | 49.93  | 진교리(辰橋里), 백련리(白蓮里), 안심리(安心里), 고룡리(古龍里), 양포리(良浦里), 관곡리(冠谷里), 월운리(月雲里), 송원리(松院里), 고이리(古梨里), 술상리(述上里)                                                                                 |
| 양보면 | 良甫面 | 967   | 2,357  | 34.42  | 운암리(雲岩里), 장암리(長岩里), 감당리(甘棠里), 우복리(愚伏里), 통정리(桶井里), 박달리(朴達里), 지례리(知禮里) |
| 북천면 | 北川面 | 994   | 2,145  | 32.94  | 방화리(芳華里), 사평리(沙坪里), 직전리(稷田里), 옥정리(玉亭里), 서황리(西黃里), 화정리(花亭里) |
| 청암면 | 靑岩面 | 792   | 1,853  | 75.63  | 평촌리(坪村里), 명호리(明湖里), 중이리(中梨里), 상이리(上梨里), 묵계리(默溪里) |
| 옥종면 | 玉宗面 | 2,036 | 4,493  | 87.8   | 청룡리(靑龍里), 월횡리(月橫里), 두양리(斗陽里), 종화리(宗化里), 문암리(文岩里), 안계리(安溪里), 병천리(屛川里), 법대리(法大里), 대곡리(大谷里), 북방리(北芳里), 정수리(正水里), 양구리(良邱里), 궁항리(弓項里), 위태리(葦台里), 회신리(檜信里) |
| 금성면 | 金星面 | 1,509 | 3,866  | 22.27  | 가덕리(可德里), 궁항리(弓項里), 고포리(高浦里), 갈사리(葛四里) |

북천면은 가을이 되면 코스모스가 지천에 있다. 북천면사무소 앞의 마을은 북천역에서 한눈에 내려다보일 정도로 작고, 그 작은 마을을 돌아 산책길이 나 있다. 북천역에서 자전거로 10분 정도 거리에는 이병주 문학관이 있다.

## 역사
- 1906년 9월 24일 진주군에서 현재의 옥종면, 청암면, 북천면 일부를 편입하였다.[4]
- 1914년 3월 1일 곤양군 서면, 금양면을 편입하였다.[5]
- 1914년 4월 1일 하동군의 면을 새로 정하였다. (14면)[6]

| 조선총독부령 제111호 |                |                                                                                        |
| 구 행정구역 | 신 행정구역    | 신 행정구역                                                                            |
| 하동군 정수면(正水面) 정수동 | 옥동면(玉洞面) | 정수리                                                                                 |
| 하동군 운곡면(雲谷面) 병천동/원매동/가덕동 일부, 청룡동, 양구동 | 옥동면(玉洞面) | 병천리, 청룡리, 양구리                                                                 |
| 하동군 북평면(北平面) 대동/추동/(정수면)동곡동, 법대동/후평동, 북방동/불동/토동 | 옥동면(玉洞面) | 대곡리, 법대리, 북방리                                                                 |
| 하동군 종화면(宗化面) 종화동/(가서면)원계동 일부, 문암동, 안계동, 월횡동 | 가종면         | 종화리, 문암리, 안계리, 월횡리                                                         |
| 하동군 가서면(加西面) 두양동, 원계동 일부, 중태동 | 가종면         | 두양리, 원계리, 중태리                                                                 |
| 하동군 덕양면(德陽面) 우치동/비파동, 광평동/원동, 읍동/교동/선양동, 고동동/두곡동/율동, 정동/화심동/신촌동/선장동/(전라남도 광양군 다압면)섬진리 일부, 호암동/흥룡동/묵점동 | 덕양면         | 비파리, 광평리, 읍내리, 두곡리, 화심리, 흥룡리                                         |
| 하동군 팔조면(八助面) 문도동/구통동/목도동/하저동, 궁항동/토덕동/신기동/상저동, 하여동/강선동/석교동/고절동/상여동 일부/(적량면)상동산동 일부 | 덕양면         | 목도리, 신기리                                                                         |
| 하동군 팔조면(八助面) 문도동/구통동/목도동/하저동, 궁항동/토덕동/신기동/상저동, 하여동/강선동/석교동/고절동/상여동 일부/(적량면)상동산동 일부 | 적량면         | 고절리                                                                                 |
| 하동군 적량면(赤良面) 상삼동동/중삼동동/하삼동동/명천동, 동점동/상서동/중서동/하서동, 신촌동/상우동/우계동/공월동, 관동, 하동산동/두전동/계동/상동산동 일부/(팔조면)상여동 일부, | 적량면         | 동리, 서리, 우계리, 관리, 동산리                                                       |
| 하동군 내횡보면 원동/상남동/중남동/하남동 일부/개인동 일부/(적량면)월곡동 | 적량면         | 남산리                                                                                 |
| 하동군 서양곡면(西良谷面) 통정동/신청동/구청동, 봉곡동/박달동/성치동/세곡동/반계동, 예동/화촌동, 운산동/상명암동/지산동/진암동 | 양보면         | 통정리, 박달리, 지례리, 운암리                                                         |
| 하동군 외횡보면(外橫甫酉) 상서동/상동동/하성동, 감당동/시영동/역촌동/상쌍동/(내횡보면)구여동 일부, 중쌍동/하쌍동/상장동/하장동/간동 | 양보면         | 우복리, 감당리, 장암리                                                                 |
| 하동군 내횡보면(內橫甫面) 온동동/온서동/수월동 일부/전두동 일부/애치동 일부, 신여동/광암동/구여동 일부/수월동 일부/토덕동 일부, 신대동/횡계동/장기동/서원동/고읍동/토덕동 일부, 답곡동/당북동/월평동/월라동/(청암면)시평동/신기동 | 내횡보면       | 애치리, 여의리, 횡천리, 학리, 월평리                                                   |
| 하동군 청암면(靑岩面) 전대동/(내횡보면)죽전동/전두동 일부/애치동 일부, 궁항동, 위태동, 화신동, 평촌동/반월동/중이동 일부, 묵계동, 관점동/존치동/명호동/사동, 중이동 일부, 상이동/답동 | 내횡보면       | 전대리                                                                                 |
| 하동군 청암면(靑岩面) 전대동/(내횡보면)죽전동/전두동 일부/애치동 일부, 궁항동, 위태동, 화신동, 평촌동/반월동/중이동 일부, 묵계동, 관점동/존치동/명호동/사동, 중이동 일부, 상이동/답동 | 청암면         | 궁암리, 위태리, 화신리, 평촌리, 묵계리, 명호리, 중이리, 상이리                         |
| 하동군 북면(北面) 계산동/직전동, 사평동/모동, 방화동 | 북천면         | 직전리, 사평리, 방화리                                                                 |
| 하동군 대야면(大也面) 상촌동/화정동, 중촌동/서황동, 동황동/빙옥동/신촌동/(곤양군 초량면)삼거리동 일부 | 북천면         | 화정리, 서황리, 옥정리                                                                 |
| 하동군 동면(東面) 백토동/월운동/갑정동, 구영동/성평동/반석동/관곡동/송림동, 고내동/고외동/이동/신촌동, 역동/송내동/송외동/화포동, 백련동/(고현면)안심동, 상평동/하평동/(곤양군 금양면)진교동 일부 | 동면           | 월운리, 관곡리, 고이리, 송원리, 백련리, 진교리                                         |
| 하동군 악양면(岳陽面) 미점동/(덕양면)상개치동/하개치동, 축지동/축동동, 신중동/신대동, 신덕동/성두동, 상흥동/하흥동, 상중대동/하중대동, 동매동/평촌동, 등촌동, 매계동/호전동, 정동동/부계동, 정서동/상신동/상덕동 | 악양면         | 미점리, 축지리, 신대리, 신성리, 신흥리, 중대리, 동매리, 등촌리, 매계리, 정동리, 정서리 |
| 하동군 화개면(花開面) 봉대동/대촌동/하평동/평사동 일부, 입석동/(악양면)하덕동, 둔촌동/평사동 일부/검두동 일부, 부촌동/신기동/검두동 일부, 영당동/상덕동/중덕동, 탑촌동/가탄동, 삼신동/법하동/침점동, 정금동/대비동/중촌동/도심동, 운수동/신촌동/석문동/목압동/맥전동, 용강동/모암동, 범왕동/신흥동/호동/화천동/목통동/사시동, 대성동/사혜동/단천동/의신동/삼정동 | 악양면         | 봉대리, 입석리, 평사리                                                                 |
| 하동군 화개면(花開面) 봉대동/대촌동/하평동/평사동 일부, 입석동/(악양면)하덕동, 둔촌동/평사동 일부/검두동 일부, 부촌동/신기동/검두동 일부, 영당동/상덕동/중덕동, 탑촌동/가탄동, 삼신동/법하동/침점동, 정금동/대비동/중촌동/도심동, 운수동/신촌동/석문동/목압동/맥전동, 용강동/모암동, 범왕동/신흥동/호동/화천동/목통동/사시동, 대성동/사혜동/단천동/의신동/삼정동 | 화개면         | 부춘리, 덕은리, 탑리, 삼신리, 정금리, 운수리, 용강리, 범왕리, 대성리                   |
| 하동군 고현면(古縣面) 명교동, 성평동/신덕동, 고하동동/죽전동/성내동/남문동/해평동 | 고전면         | 명교리, 성평리, 고하리                                                                 |
| 하동군 팔조면 호화동/시목동/신월동/냉정동/사평동/양막동 | 고전면         | 신월리                                                                                 |
| 하동군 마전면(馬田面) 성천동/지소동, 아동/범차동, 대덕동/조진동/합진동, 전도동/월진동/선소동/신방동, 나팔동/연막동/서근내동/내도동 | 고전면         | 성천리, 범아리, 대덕리, 전도리                                                         |
| 하동군 마전면(馬田面) 성천동/지소동, 아동/범차동, 대덕동/조진동/합진동, 전도동/월진동/선소동/신방동, 나팔동/연막동/서근내동/내도동 | 남면           | 갈사리                                                                                 |
| 곤양군 서면(西面) 삼천동/덕포동, 영천동/계항동, 대동동, 진목동/금오동, 대송동/곶치동, 소송동/수문동/미법동, 궁항동, 광포동/명덕동/가인동, 고포동/(하동군 마전면)사포동 | 남면           | 덕천리, 계천리, 대도리, 진정리, 대송리, 송문리, 궁항리, 가덕리, 고포리                 |
| 곤양군 금양면(金陽面) 노량동, 대치동, 중평동/중상동, 고색동/용호동/진교동 일부, 양포동, 안심동, 술상동 | 금양면         | 노량리, 대치리, 중평리, 고룡리, 양포리, 안심리, 술상리                                 |
- 1917~1918년경 덕양면을 하동면으로, 내횡보면을 횡천면으로, 동면을 진교면으로 개칭하였다.
- 1928년 4월 1일 옥동면과 가종면을 옥종면으로 합면하였다.[7] (13면)
- 1933년 1월 1일 금양면과 남면을 폐지하고, 금남면을 설치하였다.[8] (12면)

| 구 구역                               | 신 구역 |
| ------------------------------------- | ------- |
| 진교면 일원                           | 진교면  |
| 금양면 고룡리, 양포리, 안심리         | 진교면  |
| 남면 일원                             | 금남면  |
| 금양면 노량리, 대치리, 중평리, 술상리 | 금남면  |
- 1938년 10월 1일 하동면을 하동읍으로 승격하였다.[9] (1읍 11면)
- 1945년 공산주의자들의 거주 가능성을 이유로 청학동 주민들이 퇴거당하다.
- 1955년 7월 1일 옥종면 원계리를 진양군 수곡면에 편입하였다.[10]
- 1966년 5월 12일 화개면 신흥출장소를 설치하였다.[11]
- 1969년 10월 2일 청암면 위태출장소를 설치하였다.[12]
- 1983년 2월 15일 옥종면 중태리를 산청군 시천면에 편입[13]
- 1986년 1월 13일 금남면 갈사출장소를 설치하였다.[14]
- 1989년 1월 1일 금남면 술상리를 진교면에 편입하였다.[15]
- 1989년 4월 1일 금남면 갈사출장소를 금성면으로 승격하였다.[16] (1읍 12면)
- 1996년 3월 12일 화개면 신흥출장소를 폐지하였다.[17]
- 1998년 9월 4일 청암면 위태출장소를 폐지하였다.[18]
- 2003년 1월 1일 청암면 궁항리, 위태리, 회신리를 옥종면에 편입하였다.[19]